# Ryszard Kornacki
Ryszard Kornacki (ur. 28 września 1940, zm. 26 października 2023) – polski pedagog, poeta, prozaik, publicysta.
Po studiach polonistycznych na UMCS w Lublinie rozpoczął pracę pedagogiczną. Od 1962 roku mieszkał i pracował w Międzyrzecu Podlaskim. Od 1977 roku członek lubelskiego Oddziału Związku Literatów Polskich. Debiutował w 1959 roku jako poeta ma łamach Kultury i Życia. Publikował liryki, wiersze dla dzieci, opowiadania, aforyzmy i artykuły w czasopismach społeczno-kulturalnych, na antenie Polskiego Radia i telewizji. Jest współautorem antologii i almanachów, laureatem 16 ogólnopolskich konkursów poetyckich np. Łódzkiej Wiosny Poezji, Czerwonej Róży, konkursu O Złotą Lampkę Górniczą.
Dwukrotnie otrzymał Nagrodę Literacką im. Józefa Czechowicza (1976, 1987). Jest również laureatem Honorowej Nagrody im. dr Józefa Dietla. Twórca i wieloletni prezes Międzyrzeckiego Stowarzyszenia Teatralnego w Międzyrzecu Podlaskim i wiceprezes ds. wydawniczych Towarzystwa Przyjaciół Nauk. Redaktor „Rocznika Międzyrzeckiego”. Edytor i redaktor tomików poetyckich młodych twórców. Pomysłodawca i współtwórca Ogólnopolskiego Konkursu Literackiego im. Marii Konopnickiej dla uczniów szkół podstawowych, gimnazjów i liceów.

## Dorobek literacki
- Wyjście z ciszy (poezje 1973),
- Szukanie człowieka (poezje 1975),
- Złote słońce słowa (poezje 1980),
- Puszka Pandory (poezje 1985),
- Sny zagubione (poezje) 1987),
- Miniatury (poezje, proza poetycka 1988),
- Zapis dnia (poezje 1990),
- Słoneczna galeria przyrody – wiersze szczawnickie (poezje 1993),
- Wszystkie wątpliwości świata (wybór poezji i wiersze nowe 1994),
- Na krawędzi absurdu (aforyzmy 1995),
- Ciepły dotyk duszy (poezje 1999),
- Dopełnianie myśli (aforyzmy i fraszki 1999),
- Międzyrzec w życiorysy wpisany (słownik biograficzny wyd. I 2001, wyd. II 2003),wyd.III 2011,
- Podlasie struna czysta (wybór poezji i wiersze nowe 2002),
- Zbyszko z Bogdańca – Mieczysław Kalenik (program monograficzny o aktorze 2002),
- Na skraju cienia (poezje 2003),
- Dojrzewanie słowa (poezje + aneks 2009),
- Z Lublina na Podlasie czyli moje „małe ojczyzny” (proza i poezja 2012),
- Jestem w drzewach i słońcu, w wodzie i kamieniu (poezja, wydanie dwujęzyczne polsko-rumuńskie, tłumacz Alexander Serban 2012).

Wspólnie z żoną Krystyną Kornacką:
- Romeo Julia i czas (poezje, proza poetycka 1997),
- Czarna róża (baśnie i opowieści z Podlasia wyd.I 1993, wyd. II 2005).

Wspólnie z Janem Krzyżanowskim:
- Sława Przybylska (program monograficzny o pieśniarce 1997).

Jego wiersze były wykorzystane w 6 spektaklach teatralnych, wystawianych m.in. w Warszawie, Gorzowie Wielkopolskim, Nowym Sączu, Szczawnicy, Międzyrzecu Podlaskim i Białej Podlaskiej. W 1999 roku otrzymał Honorowe Obywatelstwo Miasta Międzyrzeca Podlaskiego, w 2003 roku Honorową Nagrodę Burmistrza Miasta Międzyrzeca Podlaskiego „Orlik 2002” i Puchar Starosty Bialskiego za szczególne osiągnięcia literackie oraz rozwijanie i promowanie bialskich talentów. W 2008 roku otrzymał honorową odznakę „Zasłużony dla Kultury Polskiej”. W styczniu 2010 razem z żoną Krystyną otrzymał tytuł „Bene Meritus Terrae Lublinensi” („Dobrze zasłużeni dla ziemi lubelskiej”) od dziennikarzy lubelskich mediów.